# Zapadnoiberski jezici
Zapadnoiberski jezici, jedna od 3 skupine iberoromanskih jezika Iberijskog poluotoka (Španjolska i Portugal). Sastoji se od 3 uže podskupine koje obuhvaćaju 9 živih i dva izumrla jezika :
A. asturleonski jezici (2):
a1. asturski jezik, 100,000 materinski i 450,000 kao drugi (1994). Postoji 550,000 etničkih Asturaca.
a2. mirandski jezik, Govori ga 10,000 Mirandeza (1995), malena etnička manjina, čije je glavno gradsko središte Miranda u Portugalu.
B. kastiljski jezici (4):
b1. estremadurski jezik, jezik Estremaduraca, 200,000 (1994) aktivnih govornika.
b2. judeošpanjolski ili ladino.
b3. španjolski jezik ili kastiljski, 266,000,000 u svim zemljama (1987); 352,000 uključujući pripadnike raznih naroda kojima nije materinski.
b4. loreto-ucayali španjolski
C. portugalsko-galicijski jezici (3):
c1. fala
c2. galicijski jezik, 2,4 milijuna u svim zemljama. Jezik je Galježana
c3. portugalski jezik 170,000,000 u svim zemljama (1995)

## Izumrli jezici
- starošpanjolski (starokastiljski), staroportugalski (portugalsko-galicijski)

## Vanjske poveznice
- Ethnologue (14th)
- Ethnologue (15th)